# Грегорек, Петр
Петр Грегорек (чеш. Petr Gřegořek; 25 мая 1978, Чески-Тешин, Чехословакия) — бывший чешский хоккеист, защитник. Чемпион мира 2010 года. В сентябре 2017 года объявил о завершении карьеры.

## Карьера
Петр Грегорек дебютировал в чешской Экстралиге в 1996 году. Играл за «Опаву», «Витковице», «Тршинец», «Всетин», «Ческе Будеёвице», «Карловы-Вары», пражскую «Спарту», а также один сезон отыграл в российской высшей хоккейной лиге за пермский «Молот-Прикамье». Последним клубом Грегорека были «Били Тигржи» из Либерца. После окончания сезона 2014/15 он нигде не играл. Летом 2017 года попытался вернуться в хоккей, но из-за проблем со спиной был вынужден завершить карьеру.
С 1998 по 2010 год играл за сборную Чехии. В 2010 году на чемпионате мира в Германии завоевал золотую медаль, сыграв на турнире 8 матчей и забросив 1 шайбу.

## Достижения
- Чемпион мира 2010
- Чемпион первой чешской лиги 2005
- Серебряный призёр Экстралиги 1998
- Бронзовый призёр Экстралиги 1999 и 2008

## Статистика
- Экстралига — 879 игр, 256 очков (87 шайб + 169 передач)
- Чешская первая лига — 21 игра, 3 очка (0+3)
- Российская высшая лига — 53 игры, 8 очков (3+5)
- Сборная Чехии — 30 игр, 3 очка (2+1)
- Лига чемпионов — 7 игр, 3 очка (1+2)
- Европейский трофей — 5 игр, 1 очко (0+1)
- Всего за карьеру — 995 игр, 274 очка (93+181)